# Maximilian Mosch
Maximilian Mosch (* 9. April 1989) ist ein ehemaliger deutscher Fußballspieler.

## Karriere
Mosch wechselte als Jugendlicher zum Karlsruher SC und wurde in seinem ersten Jahr mit der U15-Mannschaft der Badener Süddeutscher Meister. Im Jahr 2007 wurde er vom DFB zu Lehrgängen der U18- und U19-Nationalmannschaften eingeladen. Ab der Saison 2009/10 stand der Defensivspieler im Aufgebot der zweiten Mannschaft der Karlsruher in der Regionalliga Süd. Am 11. März 2011 debütierte er bei der Profimannschaft in der 2. Bundesliga, als er beim 3:1-Heimerfolg gegen den MSV Duisburg in der letzten Minute für Aleksandre Iaschwili eingewechselt wurde. Dies blieb jedoch sein einziger Zweitliga-Einsatz.
Im Sommer 2012 schloss er sich dem FC-Astoria Walldorf in der Oberliga Baden-Württemberg an, für den er in der anschließenden Saison jedoch zu keinem Ligaeinsatz kam. Nach Ablauf der Saison 2012/13 beendete er seine aktive Karriere.